# 지하야아카사카촌
지하야아카사카촌(일본어: 千早赤阪村)은 일본 오사카부 동남부 미나미카와치군의 촌이다.
오사카부의 유일한 촌이고 구스노키 마사시게의 출신지로 알려져 있다. 엔노 즈네가 수행했다고 여겨지는 곤고산과 계단식 논 등으로 자연스럽게 둘러싸인 역사와 관광의 마을이다. 2006년 6월 시점에서 오사카부의 모든 시정촌 중 인구가 가장 적다.

## 인접한 자치체
- 오사카부
  - 돈다바야시시, 가와치나가노시, 미나미카와치군 가난정

- 나라현
  - 고조시, 고세시

## 역사
- 1956년 9월 30일 - 아카사카촌과 지하야촌이 합병해 미나미카와치군 지하야아카사카촌이 되었다.
- 2002년 - 돈다바야시시, 다이시정, 가난정 사이에 합병 협의가 이뤄졌지만 합병 방식을 놓고 대립하다 무산되었다.
- 2008년 2월 - 가와치나가노시와의 법정협의회 설치 의안을 촌의회가 가결했다. 편입 합병이 확정되었고 합병이 실현되면 오사카부에서 촌이 소멸하게 되어 있었다. 그러나 이듬해인 2009년, 촌의회에 의한 가와치나가노시로의 편입 합병에 관한 의안에 대해 반대 의견이 다수가 나와 결과적으로 가와치나가노시로의 편입 합병은 백지화되어 부내에서 촌이 소멸하는 일은 없었다.
- 2014년 3월 31일 - 과소지역으로 지정되었으며, 오사카부에는 그때까지 과소지역으로 지정된 시정촌이 하나도 없었지만, 이 지정으로 지하야아카사카촌이 부내 최초의 과소 지역이 되었다.
- 2023년 9월 29일 - 촌사무소 청사 재건축 공사가 완료되어 이전하였다.

## 교통

### 도로
- 국도 제309호선 (일본)(일본어판)